# Proud Possibility
Proud Possibility, född 28 mars 2010, är en amerikansk galopphäst av rasen engelskt fullblod, som tävlade i Sverige under sin tävlingskarriär. Proud Possibility vann den 1 juni 2016 det första loppet någonsin på galoppbanan Bro Park.